# 北美电话区号406
电话区号406是覆盖整个蒙大拿州的电话区号。自1947年创建区号以来，它一直是蒙大拿州的唯一区号。
截至2013年，共有47家运营商为170万用户提供服务；除两家有线提供商外，其他运营商都支持本地携号转网。 406区号中有足够的可用号码资源来满足2027年之前的预期需求；为了应对不断增加的需求和406号码资源的低效使用，已实施号码池措施。

## 谷歌对该区号的使用
2008年12月10日，谷歌的Gmail博客宣布可以从Gmail内部发送手机短信。短信以406区号的号码发送出来。每个号码都是唯一的，可以添加书签以供回复或将来使用。
谷歌还使用区号406来作为Google Voice客户联系人的回复或回拨号码。